# Vanikoro
Las islas Vanikoro (o Vanikolo), son un archipiélago que forma parte de las Islas Santa Cruz. Administrativamente se engloban en la provincia de Temotu, dentro del territorio de las Islas Salomón. La mayor isla es Banie. Las otras islas son Tevai, Manieve, Nomianu y Nanuga. Las islas tienen una población de 800 habitantes y una superficie cercana a los 173 km²